# 水運
水運（すいうん、英: water transport、あるいはshippingとも。）とは、水面を利用した運送のこと。水面を利用した人の運送（人の移動）や貨物の輸送のこと。別の角度から言うと、船舶類を利用した運送のこと。
河川、湖沼、運河の水面を利用した内陸水運と、海上（の水面）を利用した海運とがある。ただし、狭義では、海運と区別して内陸水運を意味することがある。なお、内陸水運であっても、複数の国をまたがって航行する場合がある。

## 歴史
文明成立以前より、水運が行われてきた。遡れば紀元前2万年ころから人類は筏やカヌーの類を用いて川や湖を移動したとも言われ、日本では紀元前5千年ころの海洋での使用可能な丸木舟が発見されている。
（地中海地域に眼を向けると）古代エジプト人は、紀元前1500年ころには海上用の船を使っていた。フェニキア人、クレタ人、古代ギリシア人、古代ローマ人たちも水運を利用し、それに依存していた。
アジアに目を向けると、中国では、すでに紀元前4世紀ころまでには、内陸水運を用いて大都市間で食糧の運送が開始されており、その後大運河（京杭大運河）の本格的な建設も行われ、それにより本格的に内陸水運が一層推進され、6世紀にはそれが完成した。中国では西暦200年ころには複数のマスト（帆柱）を立てた船舶で海運を行っていた。
日本は島の集まり（列島）であるが、それぞれの島は山がちの地形となっており山地や山脈によって分断されているというより、「島々を占める多くの山地の間に わずかな平地がある」と表現したほうが良いような国である。このため古くから水運が盛んであり、
先史時代の丸木舟の発見例はおおよそ200例ほどでその分布は関東地方に最も多く、また大阪湾では古墳時代のものと推定される大型のものの出土例が何例かある。
飛鳥時代や奈良時代においては当時の技術や経済力で山地で路を作ることはきわめて困難で、広域をしっかりと結ぶ路の整備はできなかった。たとえ山地に路が作られた場合でも、細い山道であり、せいぜい人が1（〜2）名程度が歩ける程度の幅しか無く「すれ違い」も困難、まともな舗装も無く、急勾配であり広域の物の運送には陸上運送はほとんど使えなかった。しかし、日本列島は海に囲まれ、内陸奥深くまで中小規模の河川や湖沼が入り組んでいたことから水運が活用され、運送全体としては陸運よりも沿海部を含めた中小規模の水運のほうが主力となった。
その後、江戸時代においても水運が重要視され大阪や江戸の町にも水路がはりめぐらされ、北前船などに代表される廻船が活躍した。日本で陸上運送が水運に代わり主力となったのは、大正、昭和時代以降である。